# Архимандрит Нектарије (Тешић)
Нектарије (световно Ненад Тешић; Зворник, 12. март 1983) српски је игуман Манастира Папраће.

## Биографија
Архимандрит Нектарије рођен је 12. марта 1983. године у Зворнику, од оца Спасоја и мајке Наде Тешић. Приликом крштења је добио име Ненад.
Средњу електротехничку школу завршио је у Зворнику 2002. године. Дипломирао је на Православном богословском факултету Светог Василија Острошког у Фочи 2012. године. Ступа у Манастир Тврдош код Требиња 11. марта 2005. године а потом 2006. године одлази у Манастир Доња Бишња код Дервенте.
Замонашен је у Манастиру Доња Бишња 14. априла 2007. године добивши монашко име Нектарије. Благословом епископа зворничко-тузланскога господина Фотија Сладојевића, 6. маја 2018. године долази у Манастир Часног крста у Сувом Пољу код Бијељине. Од 2022. године а одлуком надлежог епископа Фотија именован је за игумана Манастира Папраће код Шековића.